# 유키에 히로토
유키에 히로토(일본어: 雪江 悠人, 1996년 6월 9일~)는 일본의 축구 선수이다.

## 구단 경력
그는 2019년 J3리그의 후쿠시마 유나이티드 FC에 입단했다. 2023년까지 141경기에 출전하여, 10득점을 넣었다. 2024년 반라우레 하치노헤로 이적했다.